# 神野吾郎
神野 吾郎（かみの ごろう、1960年8月29日 - ）は、日本の実業家。サーラエナジー代表取締役会長、サーラコーポレーション代表取締役社長、豊橋商工会議所会頭。
豊橋神野新田の開拓をした初代神野金之助の婿養子である神野三郎のひ孫。父は元中部ガス社長でサーラグループ名誉顧問の神野信郎。

## 人物
愛知県豊橋市出身。愛知県立豊橋南高等学校を経て、慶應義塾大学商学部へ入学。同大学卒業後、三井信託銀行（現・三井住友信託銀行）を経て、中部ガスに入社。
2000年にガステックサービスの社長に就任。2002年に中部ガスグループ（現・サーラグループ）の持株会社としてサーラコーポレーションを設立し社長に就任。2012年に中部ガスの社長に就任。
2016年に株式交換により中部ガスおよびサーラ住宅をサーラコーポレーションの完全子会社とし、エネルギー、エンジニアリング、住宅、不動産、リフォーム、輸入自動車販売、動物医薬品販売などの事業の多角化を推進した。
地域経済においては、豊橋商工会議所会頭、中部経済連合会副会長、中部経済同友会常任幹事、愛知県経営者協会副会長、東三河地域研究センター理事長などを務める。
また、慶應義塾評議員、愛知大学理事、豊橋技術科学大学特別顧問を務めるとともに、豊橋技術科学大学からは名誉博士の称号を贈られている。

## 略歴
- 1979年3月 - 愛知県立豊橋南高等学校卒業
- 1983年3月 - 慶應義塾大学商学部卒業
- 1983年4月 - 三井信託銀行入行
- 1990年8月 - 中部ガス株式会社入社
- 2000年8月 - ガステックサービス株式会社代表取締役社長
- 2002年5月 - 株式会社サーラコーポレーション代表取締役社長
- 2007年2月 - トーセイ株式会社取締役
- 2012年3月 - 中部ガス株式会社代表取締役社長
- 2012年6月 - 武蔵精密工業株式会社取締役（現在）
- 2014年6月 - 日本ベンチャーキャピタル株式会社取締役（現在）
- 2018年2月 - 中部ガス株式会社代表取締役会長
- 2018年2月 - ガステックサービス株式会社代表取締役会長
- 2019年12月 - サーラエナジー株式会社代表取締役会長（現在）
- 2020年2月 - 株式会社サーラコーポレーション代表取締役社長兼グループ代表・CEO（現在）

## 公職
- 1998年1月 - 社団法人豊橋青年会議所理事長
- 1999年4月 - 中部経済同友会幹事
- 1999年5月 - 中部経済連合会常任政策議員
- 2009年6月 - NPO法人穂の国森づくりの会理事長（現在）
- 2014年4月 - 中部経済同友会常任幹事（現在）
- 2015年10月 - 公益社団法人東三河地域研究センター理事長（現在）
- 2016年11月 - 豊橋商工会議所会頭（現在）
- 2017年4月 - 国立大学法人豊橋技術科学大学理事
- 2017年6月 - 学校法人愛知大学理事（現在）
- 2018年11月 - 学校法人慶應義塾評議員（現在）
- 2019年6月 - 一般社団法人中部経済連合会副会長（現在）
- 2020年6月 - 在豊橋ドイツ連邦共和国名誉領事（現在）
- 2022年4月 - 愛知県経営者協会副会長（現在）